# Being There
Az 1996-os Being There a Wilco második nagylemeze. Annak ellenére, hogy 19 dalos dupla album, egy album árán forgalmazták egy megegyezés alapján.
A Billboard 200-on a 73. helyig jutott. 2003-ban megkapta az arany minősítést a RIAA-tól. Szerepel az 1001 lemez, amit hallanod kell, mielőtt meghalsz című könyvben.

## Az album dalai
| 1.  | Misunderstood                         | Peter Laughner, Jeff Tweedy | 6:28 |
| 2.  | Far, Far Away                         | Tweedy                      | 3:20 |
| 3.  | Monday                                | Tweedy                      | 3:33 |
| 4.  | Outtasite (Outta Mind)                | Tweedy                      | 2:34 |
| 5.  | Forget the Flowers                    | Tweedy                      | 2:47 |
| 6.  | Red-Eyed and Blue                     | Tweedy                      | 2:45 |
| 7.  | I Got You (At the End of the Century) | Tweedy                      | 3:57 |
| 8.  | What's the World Got in Store         | Tweedy                      | 3:09 |
| 9.  | Hotel Arizona                         | Tweedy                      | 3:37 |
| 10. | Say You Miss Me                       | Tweedy                      | 4:07 |

| 1. | Sunken Treasure          | Tweedy | 6:51 |
| 2. | Someday Soon             | Tweedy | 2:33 |
| 3. | Outta Mind (Outta Sight) | Tweedy | 3:20 |
| 4. | Someone Else's Song      | Tweedy | 3:21 |
| 5. | Kingpin                  | Tweedy | 5:17 |
| 6. | (Was I) In Your Dreams   | Tweedy | 3:30 |
| 7. | Why Would You Wanna Live | Tweedy | 4:16 |
| 8. | The Lonely 1             | Tweedy | 4:48 |
| 9. | Dreamer in My Dreams     | Tweedy | 6:43 |

## Közreműködők
- Jeff Tweedy – ének, gitár, basszusgitár
- John Stirratt – basszusgitár, zongora, hegedű, háttérvokál
- Jay Bennett – orgona, gitár, szájharmonika, zongora, harmonika, dob, lap steel gitár, háttérvokál
- Ken Coomer – dob, gitár, ütőhangszerek
- Max Johnston – bendzsó, dobro, hegedű, mandolin, háttérvokál
- Bob Egan – pedal steel gitár, steel gitár
- Greg Leisz – gitár, pedal steel gitár
- Larry Williams – tenorszaxofon
- Gary Grant, Jerry Hay – trombita
- Jesse Green – hegedű
- Dan Higgins – bariton- és tenorszaxofon
- Jim Rondinelli, Chris Sheppard – hangmérnök, mastering
- Ron Lowe, Mike Scotella, Lou Whitney, Chris Shepard – hangmérnök
- Bob Ludwig, Skip Saylor, Jim Scott – mastering
- Dahn Davis – grafikus design
- Brad Miller – fényképek

## Fordítás
Ez a szócikk részben vagy egészben a Being There (album) című angol Wikipédia-szócikk ezen változatának fordításán alapul.  Az eredeti cikk szerkesztőit annak laptörténete sorolja fel. Ez a jelzés csupán a megfogalmazás eredetét és a szerzői jogokat jelzi, nem szolgál a cikkben szereplő információk forrásmegjelöléseként.